# Culture des tombes à puits

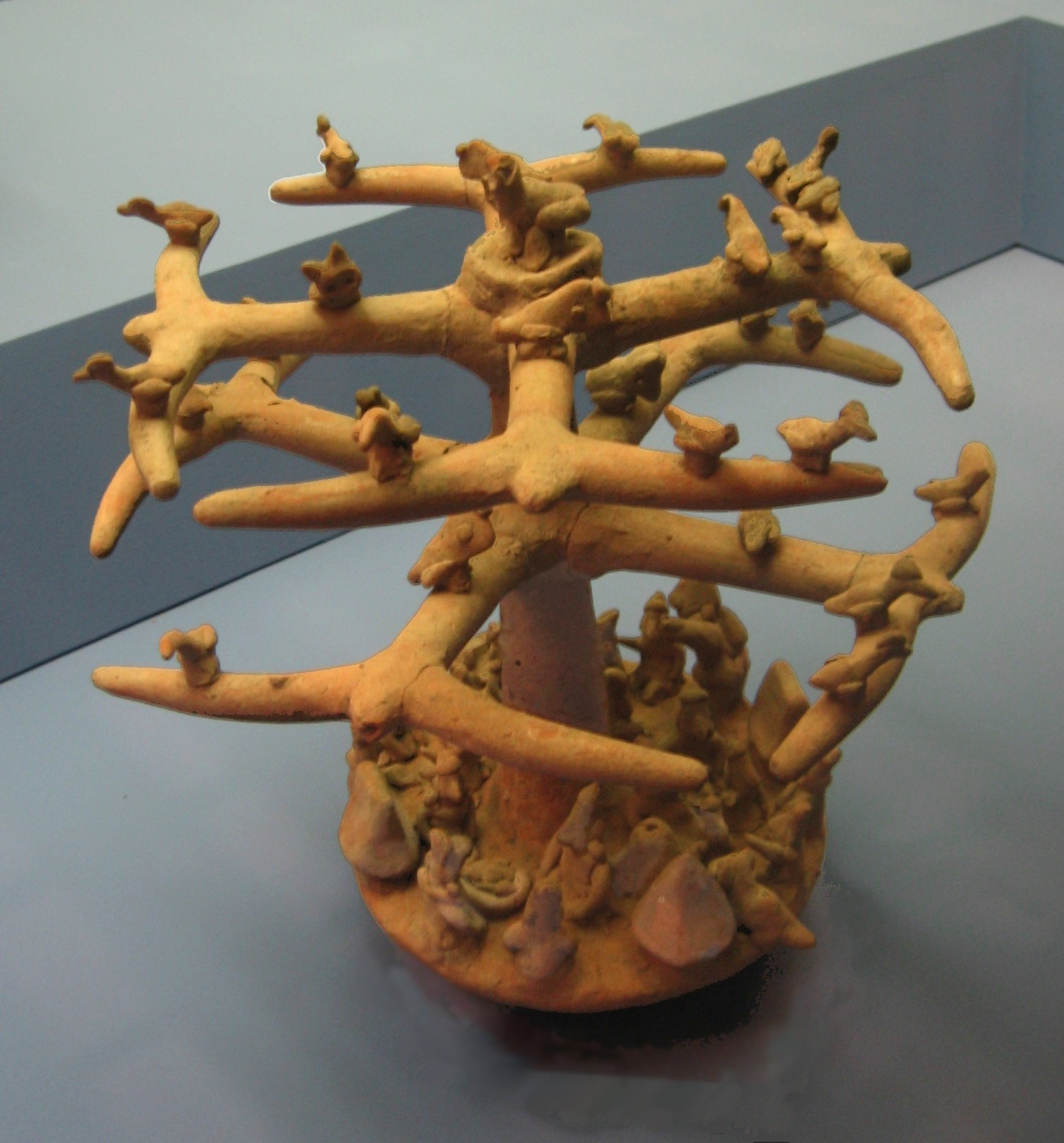
Un tableau Nayarit représentant un arbre avec de nombreuses branches portant des oiseaux. On suppose que les oiseaux représentent les âmes qui ne sont pas encore descendues aux enfers, tandis que l'arbre central peut représenter l'arbre du monde mésoaméricain.

La culture des tombes à puits est un ensemble de traits culturels imbriqués dans les États mexicains de l’ouest, Jalisco, Nayarit et, dans une moindre mesure, Colima, au Sud, au cours d’une période allant, environ, de 300 av. J.-C. à 400 apr. J.-C., bien qu'il n'existe pas un large consensus sur la date de fin. En effet, presque tous les objets associés à cette culture des puits funéraires ont été découverts par des pillards et sont sans provenance, ce qui rend leur datation problématique. La première tombe à puits intacte associée à cette culture ne fut découverte qu'en 1993, à Huitzilapa, près de Jalisco. 
Initialement considérée comme d’origine tarasque, une civilisation contemporaine des Aztèques, il est apparu au milieu du XXe siècle, à la suite de nouvelles recherches, que les artéfacts et les tombes étaient plus anciens d’au moins mille ans. Jusqu'à récemment, les objets provenant des tombes pillées étaient le seul témoignage connu du peuple et de la culture ou des cultures qui avaient creusé les tombes à puits. Donc, on en savait si peu, en fait, qu'une importante exposition consacrée à ces artéfacts en 1998 était sous-titrée : « l'art et archéologie d’un passé inconnu » ,.
On pense maintenant que, bien que les tombes à puits soient largement répandues dans toute cette zone géographique, la région n'était pas un espace culturel unifié. Les archéologues cependant, s’opposent encore pour identifier et nommer les cultures de l'Ouest du Mexique durant cette période.

## Description

Sites archéologiques du Mexique de l’Ouest. Les cercles orange indiquent les sites archéologiques. Les grands cercles verts soulignent les sites les plus importants. Notez que les emplacements des sites forment ce qu'on a appelé l'arc des tombes à puits qui s'étend de Nayarit au nord-ouest à travers les hautes terres centrales de Jalisco vers Colima au sud.

La culture des tombes à puits s’est probablement développée vers 300 avant notre ère. Certaines tombes sont antérieures de plus de 1000 ans à la culture des tombes à puits - par exemple, les tombes d’El Opeño dans le Michoacán ont été datées de 1500 avant notre ère, mais sont liées au centre, plutôt qu’à l'Ouest du Mexique. Comme beaucoup d'autres choses concernant la culture, ses origines ne sont pas bien comprises, bien que les vallées autour de Tequila de Jalisco, qui comprennent les sites archéologiques de Huitzilapa et de Teuchitlan, constituent son « noyau incontestable ». La culture a duré au moins jusqu'en 300 de notre ère bien qu'il n'existe pas de consensus sur la date de fin.

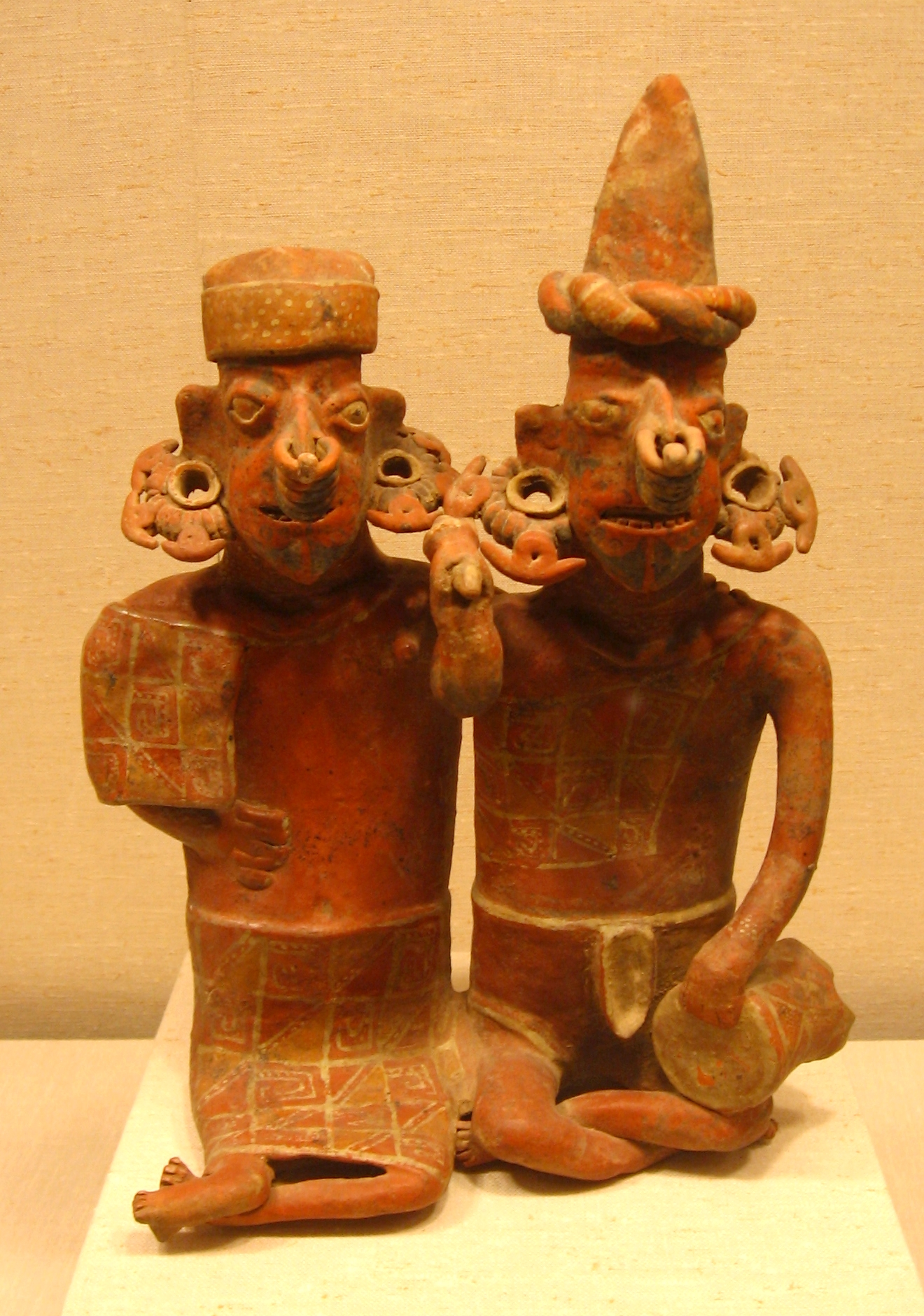
Un couple ancestral de Nayarit, 100 - 200 avant notre ère, réalisée dans le style Ixtlán del Río.

Les tombes à puits de l’ouest du Mexique sont caractérisées par un puits vertical ou presque vertical, creusé sur trois à vingt mètres de profondeur dans ce qui est souvent une couche de tuf volcanique sous-jacente aux roches volcaniques solides. La base du puits s'ouvre sur une ou deux (parfois plus) chambres horizontales, peut-être de quatre mètres sur quatre (avec des variations considérables), basses de plafond. Les tombes à puits étaient souvent associées à un bâtiment qui les recouvrait.
Des sépultures multiples se trouvent dans chaque chambre et il existe des preuves indiquant que les tombes ont été utilisées pour des familles ou des lignées au fil du temps. Le travail qu’implique le creusement des tombes à puits ainsi que le nombre et la qualité du mobilier funéraire démontrent que les tombes ont été utilisées exclusivement par l’élite de la société, et démontre que les cultures des tombes à puits étaient été fortement stratifiées à cette époque ancienne.

## Figurines et tableaux en céramique
Le mobilier funéraire de ces tombes comprend des personnages en céramique creuse, en obsidienne et des bijoux en forme de coquille, des pierres semi-précieuses, des poteries (qui contiennent souvent des aliments), et d'autres instruments ménagers tels que des fuseaux et des meules pour une reconstitution). Des éléments plus inhabituels comme les conques des trompettes recouvertes de stuc et d’autres revêtements. Contrairement à ceux des autres cultures méso-américaines telles que celles des Olmèques et des Mayas, les artefacts des puits funéraires ne comportent pas ou peu d'iconographie et sont donc apparemment dépourvus de toute signification symbolique ou religieuse.
L’aspect plantureux des figurines en céramique attire davantage l'attention, et elles sont parmi les plus spectaculaires et les plus intéressantes produites en Mésoamérique. En fait, ces céramiques ont été apparemment la première opportunité d'expression artistique pour les cultures des tombes à puits et il existe peu ou pas de vestiges d'architecture monumentale associés, qu’il s’agisse de stèles, ou d'autres manifestations publiques d’art.
Puisque dans leur grande majorité ces céramiques sont sans provenance identifiée, l'analyse a principalement porté sur les styles et le matériau de la céramique.

### Styles
Les groupes stylistiques les plus importants sont les suivants :
- Ixtlan del Rio. Ces figurines ont des corps plats, carrés avec des visages très stylisés portant des anneaux dans le nez et de multiples boucles d'oreilles. Des figurines assises ont des membres minces en forme de corde tandis que les figurines debout possèdent des membres trapus. D'un des premiers styles à avoir été décrits, a noté l’ethnographe et caricaturiste Miguel Covarrubias on peut déclarer qu'il « atteint les limites de l'absurde, de la caricature brutale, un concept esthétique particulier hanté par la création de monstruosités inhumaines »[17]. Un historien de l'art, George Kubler, constate que « les corps carrés, les bouches grimaçantes, et les yeux écarquillés donnent une expression inquiétante qui est seulement en partie atténuée par l'animation et l'énergie plastique des formes turgescentes »[18].

Une figurine de style Chinesco (type C), montrant l'archétype bouffi, aux yeux en forme de fente et aux pieds court et fuselés.

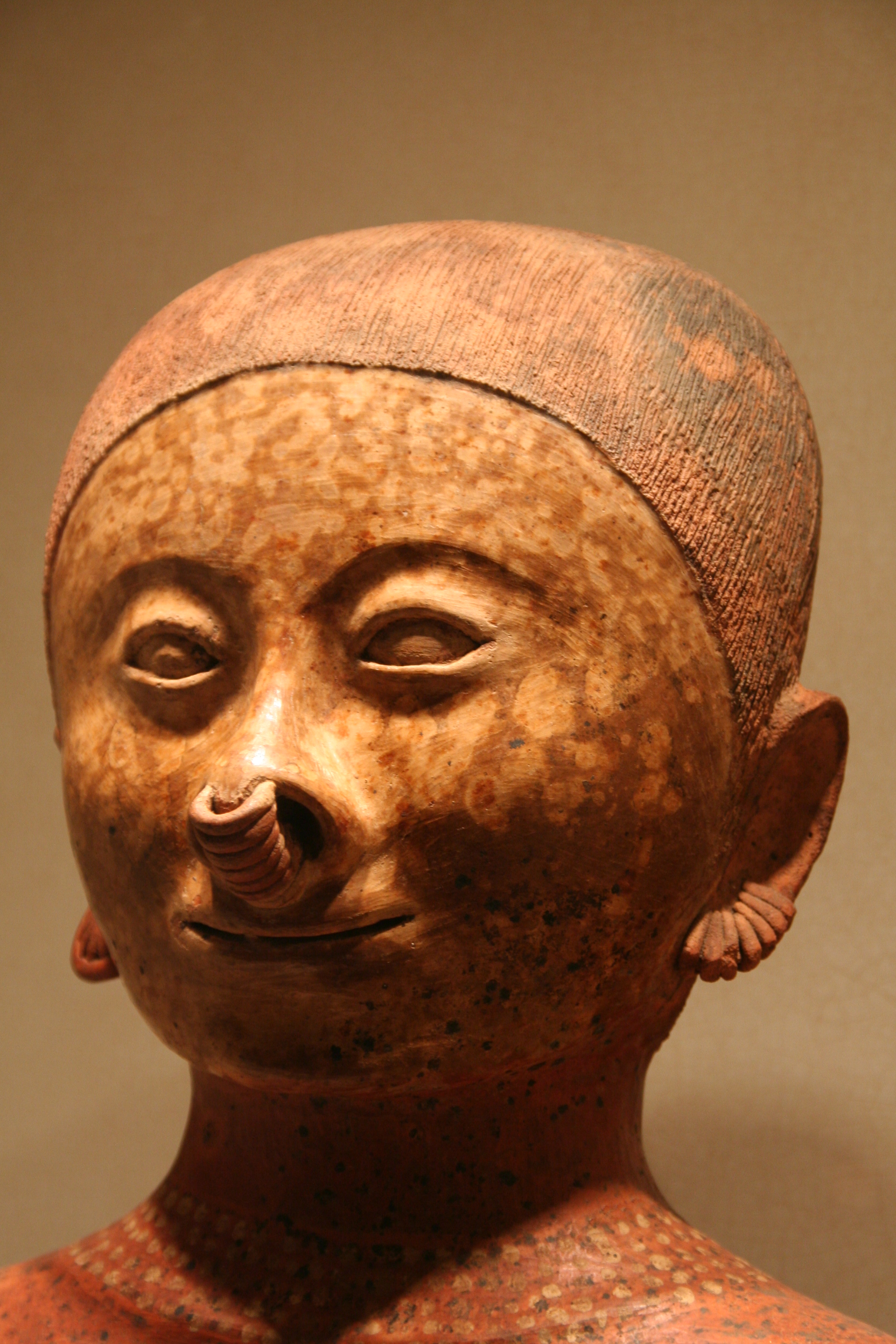

- Des figurines Chinesca ou Chinesco ont été nommées ainsi par les marchands d'art d’après leur inspiration chinoise supposée. Un premier type, Chinesco est identifié à Nayarit[18] et jusqu'à cinq sous-groupes principaux ont été identifiés, bien qu'il y ait de nombreux chevauchements possibles[19]. Les figurines de type A dites de style Chinesco classique[20], sont des reproductions réalistes. Un conservateur éminent, Michael Kan, constate que leur calme extérieur subtil suggère plutôt qu’il ne montre l'émotion[21]. Ces figurines de type A sont si semblables les unes aux autres est qu'il a été suggéré qu'ils étaient la production d'une seule école[22]. Les statuettes de types B à E sont plus abstraites, caractérisées par leur bouffissure, des yeux en forme de fente étroite se confondant avec le visage, et une large tête rectangulaire ou triangulaire. Ces figurines sont souvent représentées en position assise ou couchée, avec des jambes courtes en forme de bulbe s'effilant rapidement en pointe[23].
- Le style Ameca, associé à l'État de Jalisco, est caractérisé par un visage allongé et un front haut, souvent couronné de tresses ou de coiffures en turban. Le nez aquilin est également allongé et les grands yeux larges et fixes, avec des sourcils prononcés créés par l’adjonction successive de bandes de l'argile (filets) autour des yeux[24]. La bouche est fermée ou légèrement ouverte et les grandes mains ont des ongles soigneusement dessinés. Kubler distingue à la fois un style ancien caractérisé par des « faces de moutons » qui semblent « érodées ou fondues dans un ensemble de modelage continu qui unit plutôt qu’il ne divise les différentes parties du corps » et un style tardif, « plus animé et aux articulations plus marquées »[25].
- les céramiques de style Colima peuvent être identifiées par la douceur de leurs formes arrondies, et l’aspect chaleureux de leur céramique en feuillet[26]. Le style Colima est particulièrement connu pour sa représentation d’un large éventail d'animaux, en particulier des figurines de chiens, (voir ci-dessous). Les sujets humains de style Colima sont de facture plus « maniérée et moins exubérante » que les autres figurines des puits funéraires.

Parmi les autres styles figurent El Arenal, San Sebastián, et Zacatecas. Bien qu'il y ait un accord général sur les noms de style et leurs caractéristiques, il ne fait pas l’unanimité. En outre, ces styles se chevauchent souvent à un degré plus ou moins important, et de nombreuses figurines défient toute catégorisation.

### Sujets représentés
Les sujets communs à la culture des tombes à puits sont :
- Les tableaux en céramique montrant plusieurs, voire des dizaines de personnes qui participent à diverses activités apparemment typiques. Spécifiques aux hautes terres de Nayarit et de Jalisco, ces tableaux présentent un riche aperçu ethnographique des pratiques funéraires, du jeu de balle mésoaméricain, de l'architecture (surtout de architecture périssable), et peut-être même de la pensée religieuse au cours de la période formative tardive[27]. Certains tableaux sont d’une précision presque photographique dans le détail et ont même été associés à des ruines de bâtiments de la région[28].

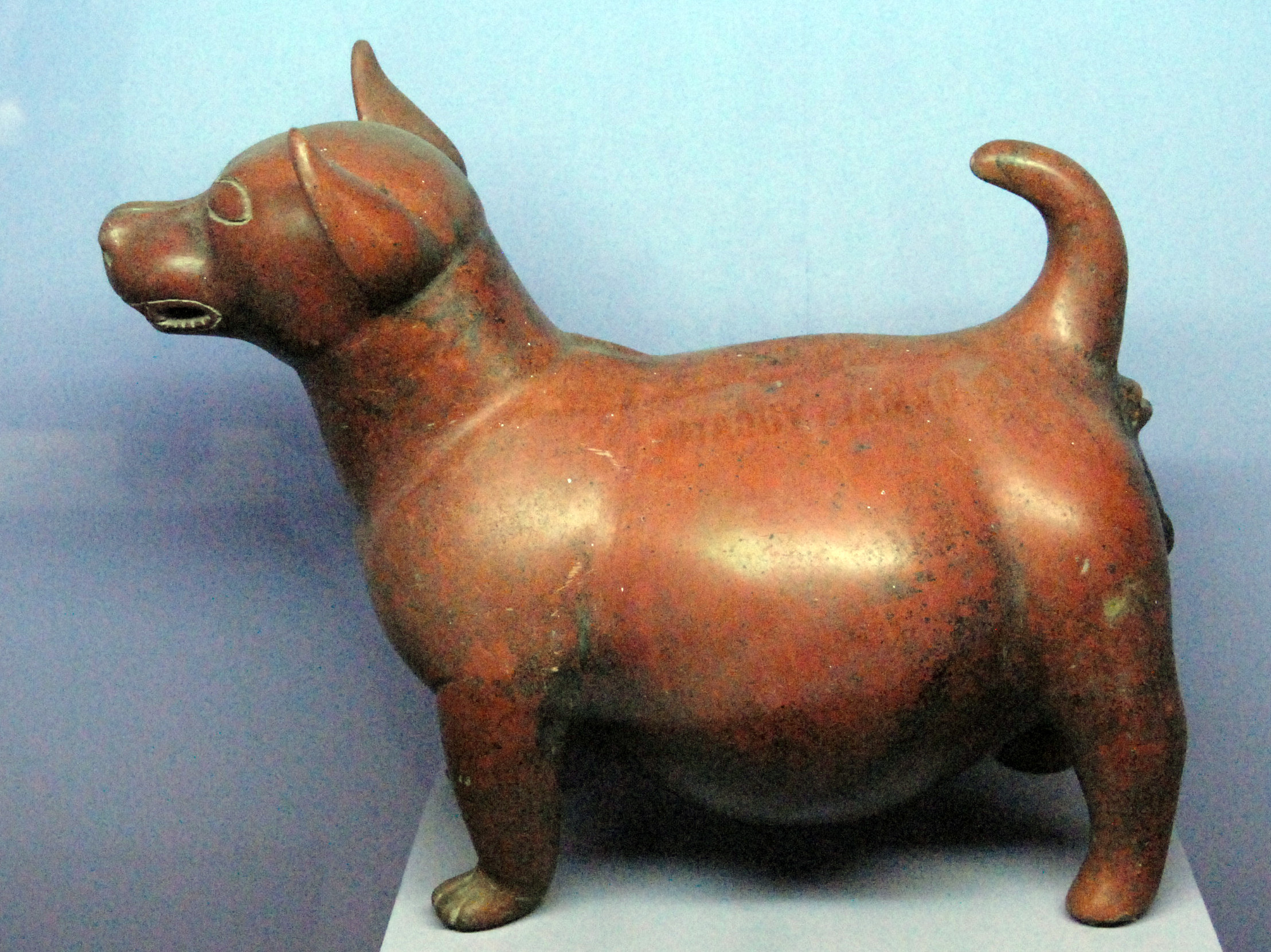
Un gros chien de Colima (peut-être engraissé).

- Les chiens en céramique des tombeaux pillés de Colima sont bien connus. On admet généralement que les chiens, dans les cultures Méso-Américaines représentaient les guides de l’âme des morts[30] et plusieurs chiens en céramique portent des masques d'homme[31]. Néanmoins, il convient également de noter que les chiens sont souvent la source majeure de protéines animales dans la Méso-Amérique Antique[32].
- Les paires de figurines ancestrales (ou de mariage), représentant un homme et une femme sont communes dans le mobilier funéraire de la culture des tombes à puits. Ces figurines, représentant peut-être les ancêtres[33], peuvent être associées ou séparées et sont souvent exécutées dans le style d’Ixtlán del Río.
- De nombreuses figurines des tombes à puits, couvrant différents styles et lieux de l'Ouest du Mexique, portent une corne attachée sur le haut du front. Plusieurs théories ont été avancées pour expliquer ces cornes: soit elles démontrent que la figure représente un chaman, soit il s’agit de la représentation abstraite d’une conque (une relique non exceptionnelle des puits funéraires)[34] soit il s’agit d’emblèmes de domination, ou de symboles phalliques[35]. Ces théories ne s'excluent pas mutuellement.

### Utilisations
Bien que ces céramiques aient évidemment été récupérées dans un mobilier funéraire, il se pose la question de savoir si elles ont été créées pour un rite funéraire, ou si elles ont été utilisées avant l'enterrement, peut-être par le défunt. Bien que certaines céramiques montrent des signes d'usure, il est encore difficile de savoir si c'était l'exception ou la règle.

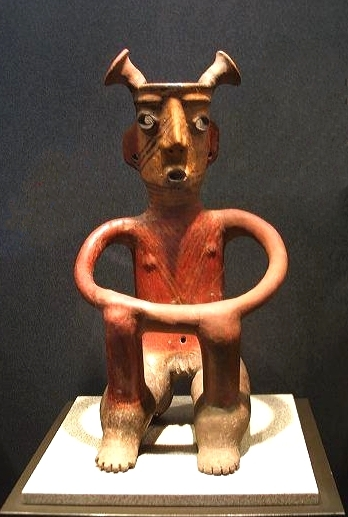
Une figurine en céramique de style Zacatecas montrant des cornes bien distinctes (peut-être des tresses de cheveux) sur des figurines de sexe masculin. Les deux figurines masculines et féminines arborent des têtes caractéristiques, plates et hautes, et des bras en forme de cordes.

## Contexte

### Cultures de l’Ouest Mexicain
Des efforts considérables ont été réalisés pour relier la culture des tombes à puits à la Culture de Teuchitlan, une société complexe qui occupe une grande partie du même territoire géographique que la culture des tombes à puits.
Contrairement aux pyramides méso-américaines typiques et rectangulaires, construites sur des places centrales, la tradition de Teuchitlan est caractérisée par des places centrales circulaires et une unique pyramide conique. Ce style architectural circulaire se reflète dans les nombreuses tombes à puits. Connue principalement pour cette architecture, la culture de Teuchitlan apparaît à peu près en même temps que la tradition des puits funéraires, en 300 avant notre ère, mais dure jusqu'à 900 de notre ère, plusieurs siècles après la fin de culture des tombes à puits. La tradition de Teuchitlan semble être une excroissance et un développement de la culture des tombes à puits.

### Cultures Mésoaméricaines
Parce que l'ouest du Mexique est à l’extrême périphérie de la Mésoamérique, il a longtemps été considéré comme en marge du courant mésoaméricain et les cultures de cette époque semblent être particulièrement isolées des principales influences mésoaméricaines.Par exemple, aucune influence olmèque n’a été retrouvée dans les artefacts récupérés dans les tombes de puits, ni aucun calendrier mésoaméricain ni système d'écriture, bien que certains marqueurs culturels mésoaméricains, en particulier le jeu de balle mésoaméricain, soient présents.

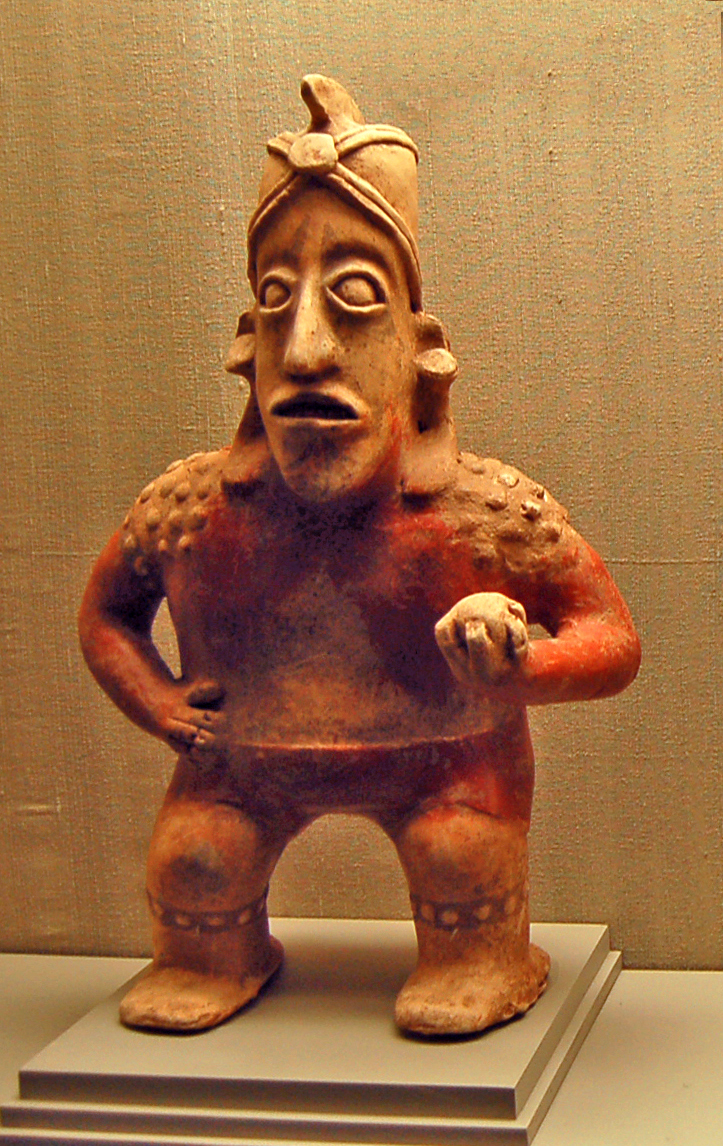
Figurine de style Ameca provenant de Jalisco. La corne est une caractéristique non-exceptionnelle de nombreuses figurines de cette culture. La balle semble lier le sujet au jeu de balle mésoaméricain.

Malgré cela, les habitants de cette région ont vécu un peu comme leurs contemporains du reste de la méso-Amérique. Le trio habituel constitué des haricots, de la courge, et du maïs a été complétée par le chile, le manioc et d’autres tubercules, des céréales diverses, et l’apport de protéines animales des chiens domestiques, des dindes et des canards, et de la chasse. Ils vivaient dans des maisons en torchis à toit de chaume, cultivaient le coton et le tabac, et pratiquaient des échanges à longue distance avec l’obsidienne et d'autres biens.
Les tombes à puits n’existent pas ailleurs en Mésoamérique et leurs homologues les plus proches proviennent du nord-ouest de l'Amérique du Sud.

### Tombes à puits d’Amérique de Sud
Les tombes à puits apparaissent également au nord-ouest d'Amérique du Sud à une époque un peu plus tardive qu’à l'ouest du Mexique (par exemple 200-300 de notre ère du nord du Pérou, plus tard dans d'autres régions). Pour Dorothy Hosler, professeur d'archéologie de technologie antique au MIT, « les similitudes physiques entre les tombes du nord de l'Amérique du Sud et de l'Ouest du Mexique sont indéniables » tandis que l'historien d'art George Kubler constate que les chambres funéraires de l'ouest du Mexique « ressemblent aux tombes à puits de la rivière Upper Cauca en Colombie ». Cependant, d'autres ne croient pas que la similitude de formes démontre des liens culturels — Karen Olsen Bruhns pense que « ce genre de contact... vient principalement du regard (confus) de l’historien ».
Toutefois, d'autres liens entre l'ouest du Mexique et le nord-ouest d'Amérique du Sud ont été proposés, en particulier le développement de la métallurgie. Lire la suite dans métallurgie dans la Mésoamérique précolombienne.

## Histoire de la recherche universitaire
La première œuvre majeure à propos des artefacts liés à la culture des tombes à puits a été le travail de Carl Lumholtz en 1902, intitulé Mexique Inconnu. Avec des illustrations du mobilier funéraire, l'explorateur norvégien a décrit une tombe à puits pillée qu’il avait visitée en 1896. Il a aussi visité et décrit les ruines de Tzintzuntzan, le siège de l’empire tarasque situé à environ 250 km à l'est, et a été l'un des premiers à utiliser à tort le terme tarasque pour décrire les objets des puits funéraires. 
Durant les années 1930, l'artiste Diego Rivera a commencé à accumuler de nombreux artefacts de l'Ouest du Mexique pour sa collection privée, un intérêt personnel qui a suscité un large intérêt du public pour le mobilier funéraire de l'ouest du Mexique. À la fin des années 1930, l'un des plus éminents archéologues de la région, Isabel Kelly, a commencé ses investigations. Dans la période qui va de 1944 jusqu'à 1985, Kelly publiera plus d'une douzaine d’articles scientifiques pour décrire son travail sur cette culture. En 1948, elle a été la première à émettre l'hypothèse de l'existence de l'arc des tombes à puits, suivant la répartition géographique des sites des puits funéraires dans l'ouest du Mexique (voir carte ci-dessus). 
En 1946, Salvador Toscano a contesté l'attribution aux Tarasques des artéfacts des tombes à puits, un défi qui a été repris en 1957 par Miguel Covarrubias qui a déclaré avec fermeté que la culture tarasque n’était apparue qu’après le Xe siècle. Les vues de Toscano et Covarrubias ont été plus tard confirmées par la datation au radiocarbone de sépultures des puits pillés à partir du charbon de bois et d’autres débris organiques récupérés dans les années 1960 par Diego Delgado et Peter Furst. En fonction du résultat des fouilles et des enquêtes ethnologiques sur les autochtones des temps modernes, les huichol et le peuple cora de Nayarit, Furst a suggéré que ces objets n’étaient pas seulement de simples représentations des peuples anciens, mais comportaient également des significations plus importantes. Les maquettes de maisons, par exemple, montraient la demeure vivante dans le contexte de la mort — un cosmogramme miniature — et les guerriers à cornes (voir ci-dessus) étaient des chamans aux prises avec les forces mystiques .
En 1974, Hasso von Winning a publié un catalogue exhaustif des artefacts des tombes à puits de l'Ouest du Mexique (y compris, par exemple, les types Chinesco A à D mentionnés ci-dessus), une classification encore largement en usage aujourd'hui.
La découverte en 1993, d’un puits funéraire intact à Huitzilapa est la dernière étape importante, fournissant l'information la plus détaillée à ce jour sur les coutumes funéraires associées à la culture des tombes à puits.

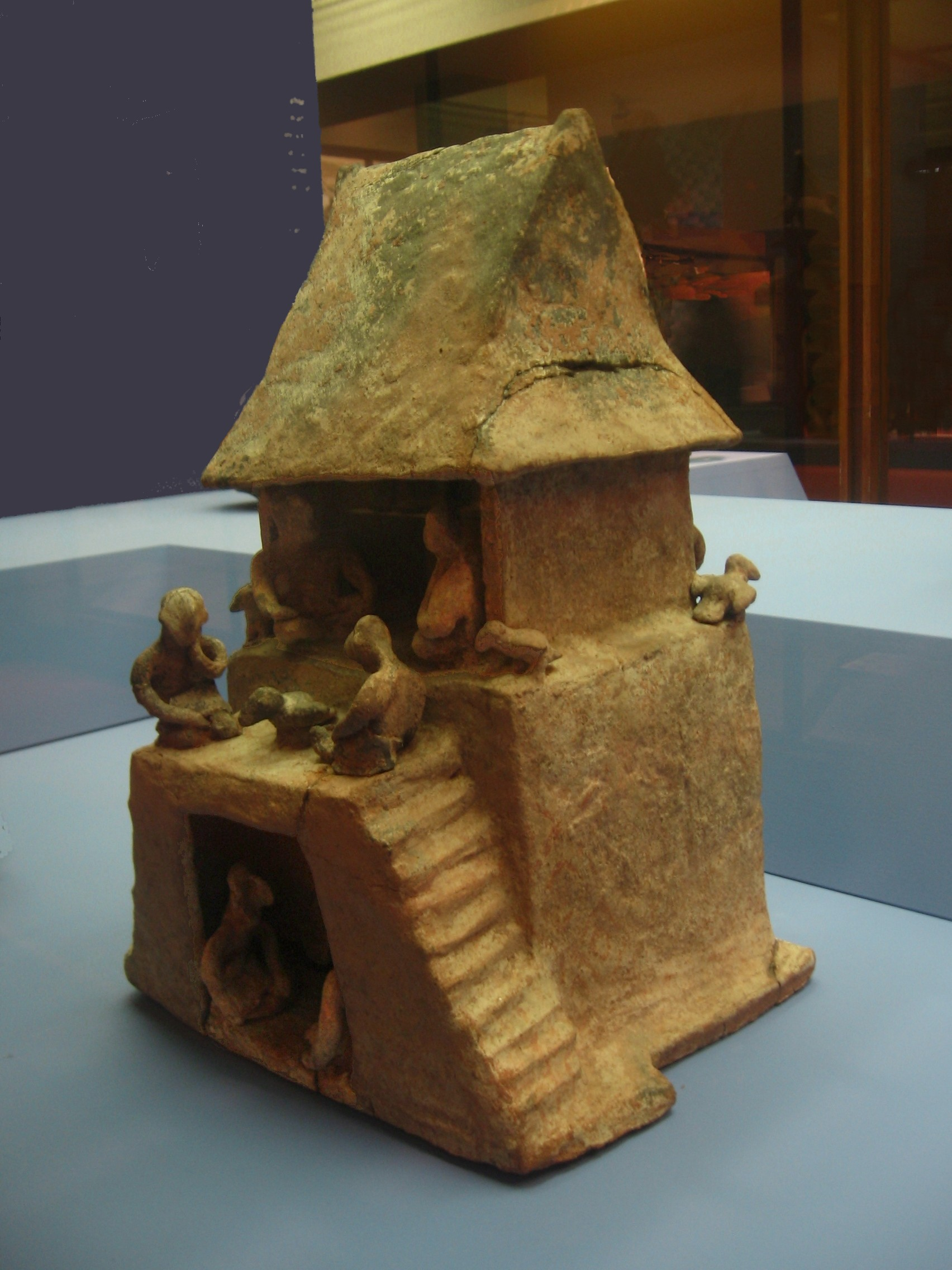
Maison en céramique montrant un toit particulier associé non seulement avec la culture des tombes à puits, mais aussi à la culture de Teuchitlan. Il a été proposé que ces modèles montrent la maison de la vie attenant à la maison des morts et située au-dessus et[57].
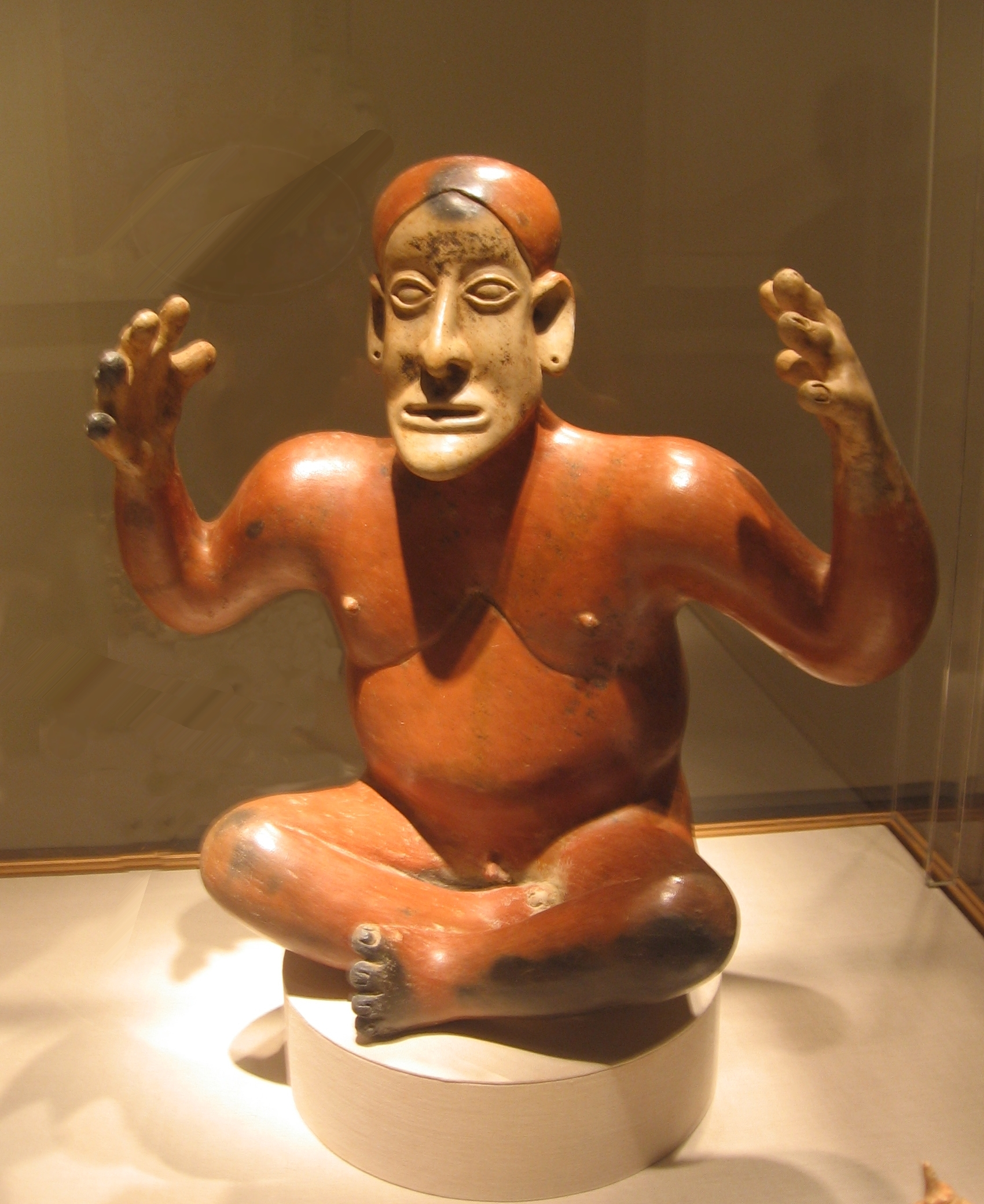
Figurine de style Ameca provenant de Jalisco. Taille : 56 cm.
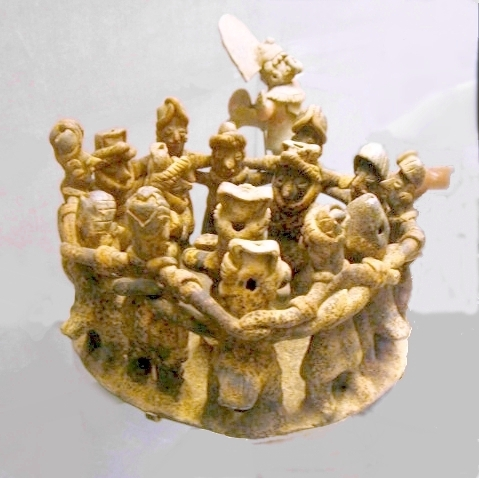
Tableau circulaire caractéristique en céramique montrant une douzaine de musiciens et de danseurs.